# Петалінг-Джая
Петалінг-Джая (малай. Petaling Jaya, розмовне — «PJ», араб. ڤتاليڠ جاي) — місто в Малайзії, у штаті Селангор, район Петалінг, місто-супутник столиці держави — Куала-Лумпур.

## Історія

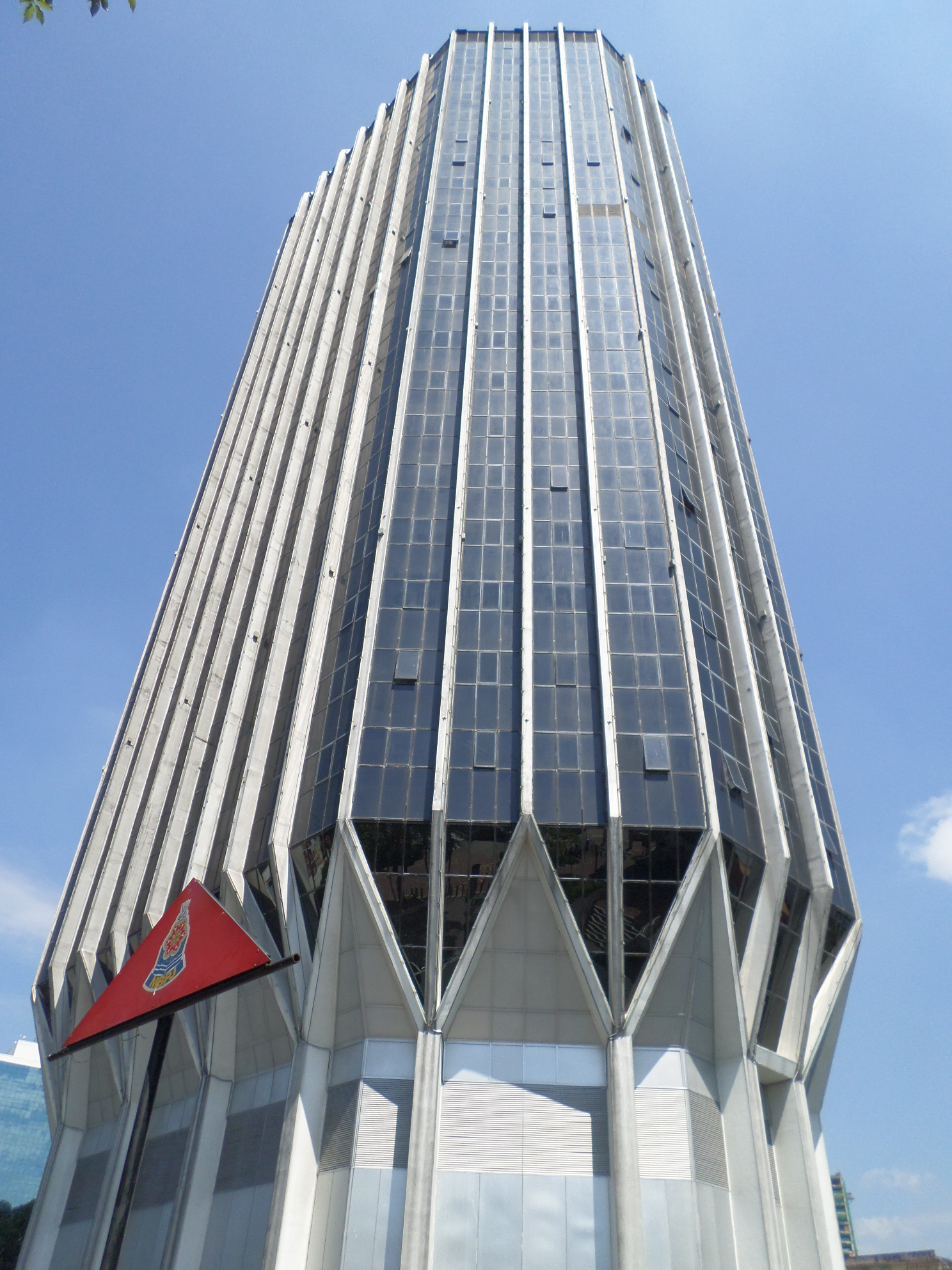
Мерія Петалінг-Джаї

Петалінг-Джая був заснований у 1954 році. В історично-адміністративному відношенні, населений пункт вважався частиною Куала-Лумпур. Проте, він перестав бути частиною столиці, коли остання стала Федеральною територією 1 лютого 1974 року. Статус окремого міста було отримано 20 червня 2006 року.

## Географія
Місто розташоване на заході малайзійської частини півострова Малакка, на західній — південно-західній околиці столиці, у центральній частині штату Селангор. Займає площу 97,2 км², населення становить 638 516 осіб (2010), середня густота — 6569,1 осіб/км². В місті розташовано безліч великих промислових підприємств, вищих навчальних закладів, найбільшими з яких є Міжнародний ісламський університет Малайзії (IIUM/UIAM) та Технологічний університет МАРА (UiTM).

## Економіка

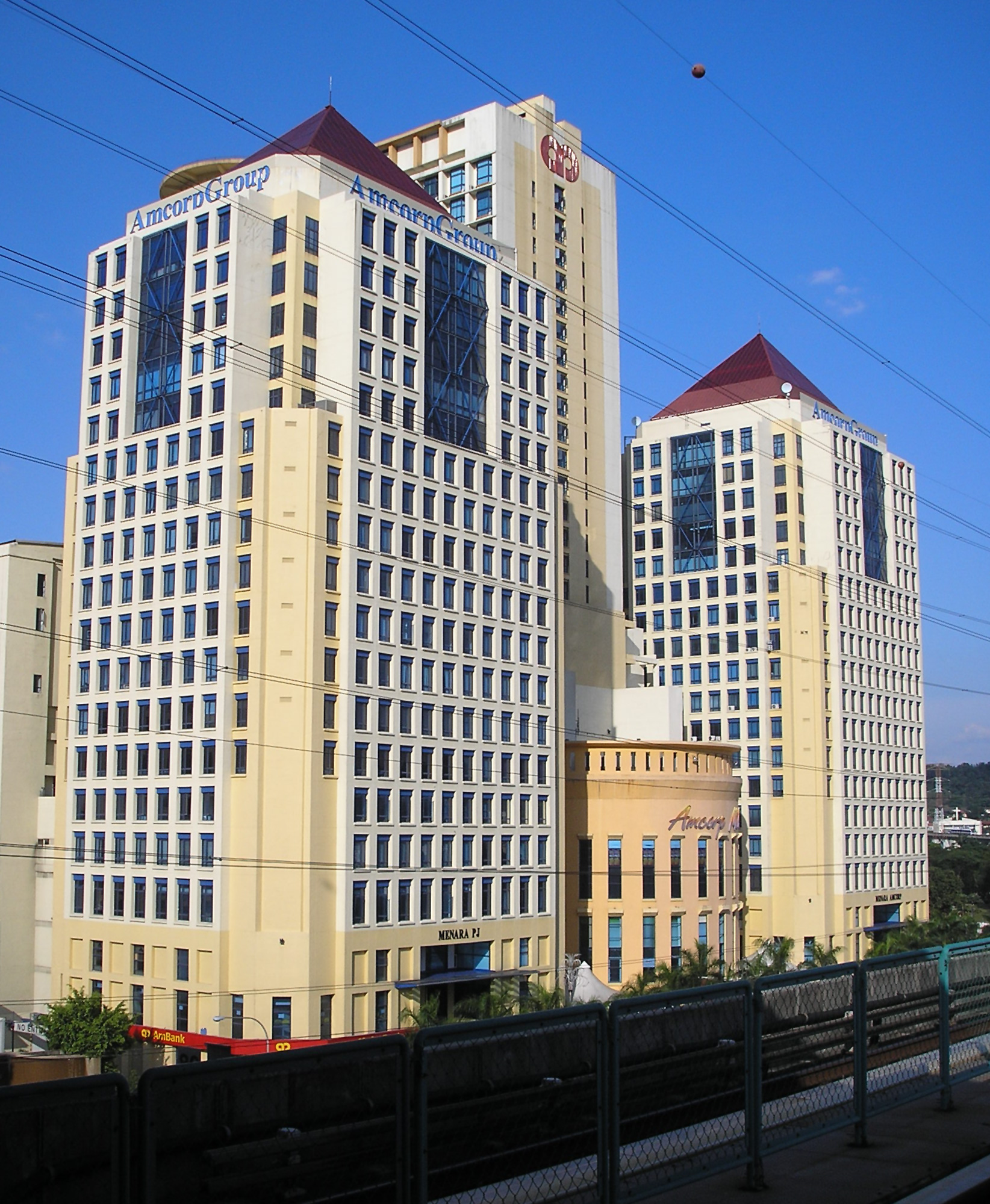
Торговий центр «Amcorp» і бізнес-центр в Петалінг-Джаї

У 1980-і роки в місті були побудовані такі торгові центри, як «Атріа» в кварталі Дамансара Джая і «Субанг Парад» в сусідньому передмісті (місто-супутник Субанґ-Джая). Атріа надає можливість жителям міста користуватися послугами японських магазинів «Kimisawa» та французьких універмагів «Printemps», а також ресторанів американської компанії Burger King.
У 1995 році почав свою діяльність великий торговий центр «1-Утама» в кварталі Бандар-Утама Дамансара. Джая-Дуско, японський універмаг, який працює з 1984 року в передмісті Таман-Тун-Др-Ізмаїл, пізніше переїхав як один з орендарів у торговий центр 1-Утама.
У 2003 році почав свою діяльність англійський супермаркет «Tesco» в мікрорайоні Мутрія-Дамансара, у 2004 році — «Ikano Power Centre», в 2005 — торговий центр «Curve».
У 2004 році великий гіпермаркет розпочала свою роботу в передмісті Келана-Джая. У цей комплекс входять: «Giant Hypermarket» і кілька магазинів, призначених для створення більш сприятливих умов для збільшення торгового обороту. Він знаходиться поруч автостради Е-11 (Дамансара — Пучонґ Ехпрессвай). Поруч знаходяться торгові центри: «SStwo Mall», який був відкритий в кінці грудня 2010 року та «Paradigm Mall», який був відкритий в середині 2012 року.

## Клімат
Петалінг-Джая є одним з найбільш дощових міст у Малайзії. Клімат тут достатньо теплий, з середньорічним максимумом понад 32 °C і рясними опади цілий рік, з приблизно в середньому більше, ніж 2700 мм опадів на рік. Місто не має особливого сухого сезону в році, але червень і липень вважаються тут сухими місяцями. В основному середньомісячна кількість опадів становить більше, ніж 220 мм. Грози і зливи тут дуже сильні і є типовими для цієї області, це один із найнебезпечніших, грозових районів світу. Але через глобальне потепління, Петалінг-Джая зазнає зростання посушливості клімату, з частими перебоями питної води.
| Клімат Петалінг-Джаї                          | Клімат Петалінг-Джаї | Клімат Петалінг-Джаї | Клімат Петалінг-Джаї | Клімат Петалінг-Джаї | Клімат Петалінг-Джаї | Клімат Петалінг-Джаї | Клімат Петалінг-Джаї | Клімат Петалінг-Джаї | Клімат Петалінг-Джаї | Клімат Петалінг-Джаї | Клімат Петалінг-Джаї | Клімат Петалінг-Джаї | Клімат Петалінг-Джаї |
| Показник                                      | Січ.                 | Лют.                 | Бер.                 | Квіт.                | Трав.                | Черв.                | Лип.                 | Серп.                | Вер.                 | Жовт.                | Лист.                | Груд.                | Рік                  |
| Середній максимум, °C                         | 32,5                 | 33,3                 | 33,5                 | 33,5                 | 33,4                 | 33,1                 | 32,6                 | 32,7                 | 32,5                 | 32,5                 | 32,1                 | 31,9                 | 32,8                 |
| Середня температура, °C                       | 27,8                 | 28,4                 | 28,7                 | 28,9                 | 28,9                 | 28,7                 | 28,2                 | 28,2                 | 28,1                 | 28,1                 | 27,9                 | 27,7                 | 28,3                 |
| Середній мінімум, °C                          | 23,1                 | 23,5                 | 23,8                 | 24,2                 | 24,4                 | 24,2                 | 23,7                 | 23,7                 | 23,7                 | 23,7                 | 23,6                 | 23,4                 | 23,8                 |
| Норма опадів, мм                              | 189.8                | 210.1                | 273.5                | 298.9                | 243.1                | 128.7                | 141.1                | 168.9                | 198.1                | 280.1                | 330.3                | 261.2                | 2723.8               |
| Днів з дощем                                  | 11                   | 12                   | 16                   | 16                   | 14                   | 9                    | 10                   | 11                   | 13                   | 17                   | 18                   | 15                   | 162                  |
| --------------------------------------------- | -------------------- | -------------------- | -------------------- | -------------------- | -------------------- | -------------------- | -------------------- | -------------------- | -------------------- | -------------------- | -------------------- | -------------------- | -------------------- |
| Джерело: Всесвітня метеорологічна організація |                      |                      |                      |                      |                      |                      |                      |                      |                      |                      |                      |                      |                      |

## Міста партнери
- Гуанчжоу, КНР
- Бандунг, Індонезія
- Асан Південна Корея
- Мійосі, Японія
- Сайтама, Японія

## Галерея
| Готель «Best Western» | Арка над магістраллю № 2 | Парк «Джая» | Потяг з передмістя Келана-Джая |